# Histoire de Chabanais

Les Armes de la commune de Chabanais se blasonnent ainsi :
D'or à deux lions léopardés de gueules.
Ces armoiries reprennent celles de la famille de Chabanais, seigneurs de Chabanais.

Pour un article plus général, voir Chabanais.
L'histoire de Chabanais, commune française de Charente limousine située sur la route entre Angoulême et Limoges à l'endroit où celle-ci traverse la Vienne, a commencé - en l'état actuel des connaissances - à l'Âge du bronze, elle s'est poursuivit vraisemblablement à l'époque romaine, mais c'est au Moyen Âge que le nom du lieu apparaît dans les textes, au XIIe siècle. Siège d'une importante seigneurie Chabanais subit l'occupation anglaise au cours de la guerre de Cent Ans. Au XVIe siècle, Chabanais passa un moment sous le contrôle des huguenots. La commune vécut une existence paisible au XIXe siècle jusqu'à la Première Guerre mondiale. C'est lors de la Seconde Guerre mondiale que Chabanais et ses habitants vécurent les pages les plus tragiques de leur histoire. La paix revenue, la commune se releva de ses ruines, après 1945.

## Préhistoire
En 2010-2011, au cours de travaux de la déviation de la r.n. 141, au lieu-dit « Les Fourches », ont été mis au jour des vestiges protohistoriques possiblement de l'âge du Bronze.

## Antiquité
Au cours de ces mêmes fouilles archéologiques au lieu-dit « Chez Sernaud », un chemin délimité par deux fossés est recouvert par 1 m de colluvions a été mis au jour. Il pourrait appartenir à la trame antique de voie conduisant au « Gué du Pilas » sur la Vienne en rapport avec la naissance du sanctuaire gallo-romain de Cassinomagus (Chassenon).

## Moyen Âge

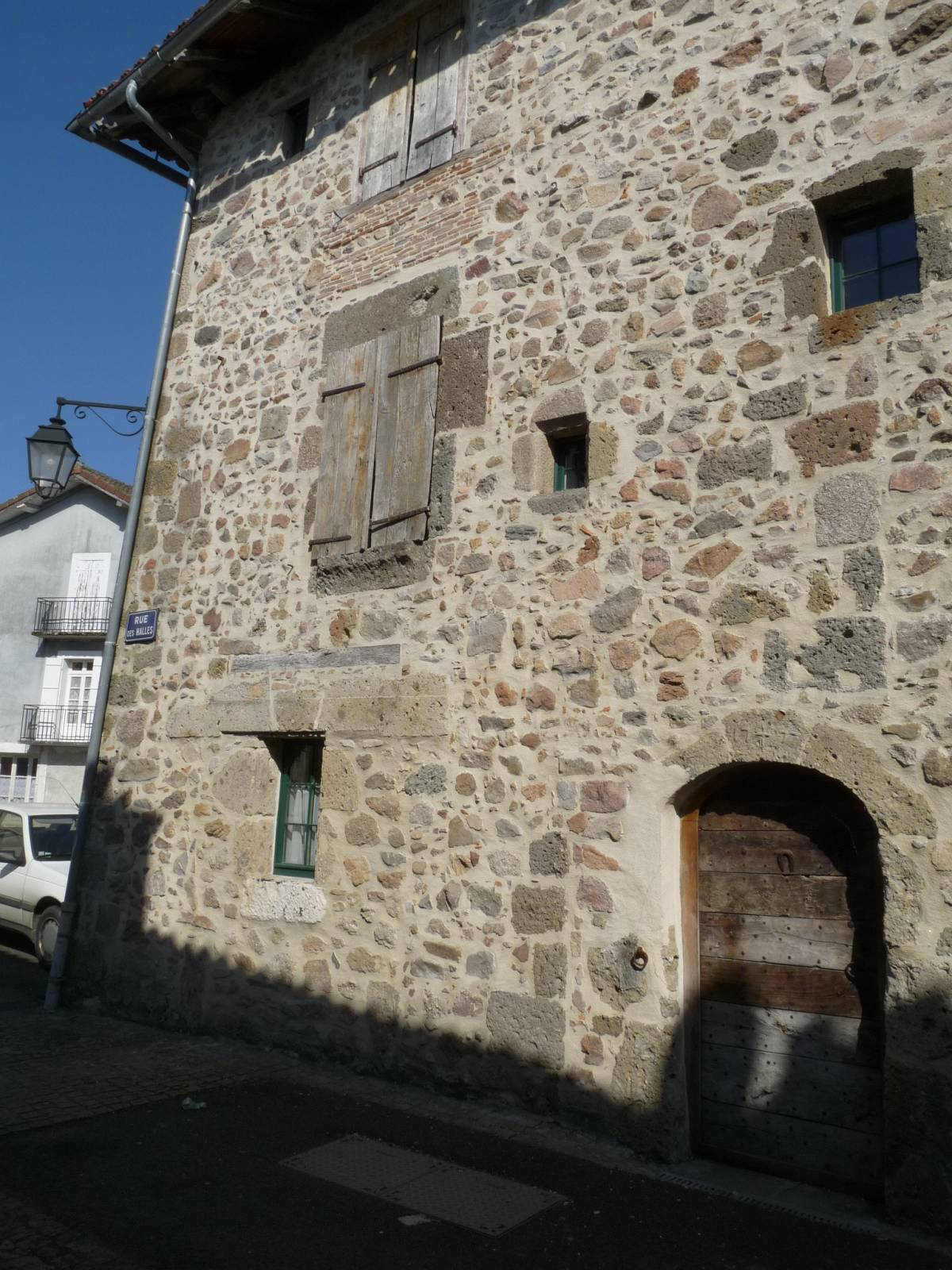
Maison ancienne dans le vieux bourg sur la rive gauche

### Les premiers seigneurs de Chabanais
Les premières mentions écrites d'un lieu désignant Chabanais sont Cabaniaco en 1140, Chabanesio en 1243.
Le nom Chabanais provient du bas latin capanna qui signifie cabane, transformé en chabanne,.
Cette seigneurie de l'Angoumois, qui par la suite devint une principauté, était l'une des plus anciennes et des plus importantes de notre pays.
Le château primitif a été construit avant le Xe siècle sur la rive gauche de la Vienne. Un second château fut construit au XIVe siècle, et les derniers vestiges (une tour féodale dominant la Vienne) ont été détruits en 1893 pour faire place aux écoles.
Le premier seigneur connu est Abon-Cat-Armat qui vécut au Xe siècle. Son fils Jourdain Ier fonda, avec sa femme Dia, l'abbaye de Lesterps vers 986, abbaye que Jourdain III transforma en place forte en 1040.
Jourdain II entra en lutte contre Audouin de Rochechouart, évêque de Limoges, qui faisait édifier un château nommé Beaujeu entre Saint-Junien et Brigueuil. Après l'avoir battu, il fut assassiné sur le chemin du retour mais le château fut rasé.
Jourdain V confirma la donation de Lesterps et fonda le prieuré de La Péruse en 1056.

### Chabanais possession de la famille de Matha
La descendance mâle d'Abon-Cat-Armat s'éteignit avec Jourdain VI Eschivat, qui mourut en 1126 ne laissant qu'une fille. Le comte d'Angoulême Vulgrin II, suzerain de la terre de Chabanais qui appartenait à l'Angoumois, voulut fiancer cette fille avec un de ses parents, Robert de Craon, dit le Bourguignon. Le duc de Guyenne, Guillaume, s'y opposa, et s'allia à Aymar de La Rochefoucauld (ou Aymeric) qui prétendait à cet héritage au nom de sa femme pour s'emparer des terres de Confolens et Chabanais. Mais lorsque le duc d'Aquitaine mourut, Vulgrin maria l'héritière à Guillaume de Matha, de la maison des seigneurs de Montbron. Chabanais demeura aux Matha pendant tout le XIIIe siècle.
Par mariages successifs, Chabanais passa en 1304 aux Rochechouart en la personne de Simon de Rochechouart, seigneur de Tonnay-Charente.

### Guerre de Cent Ans, Chabanais aux mains des Anglais
Chabanais n'eut pas trop à souffrir de la guerre de Cent Ans. Lors du traité de Brétigny en 1360, comme tout l'Angoumois (et aussi le Limousin, le Périgord, le Poitou), la principauté de Chabanais fut rétrocédée aux Anglais qui possédaient encore la Saintonge.

### Chabanais possession de la Maison de Vendôme
Toujours par mariages, Chabanais passa en 1364 aux Thouars et enfin aux Vendôme au milieu du XVe siècle.
Jean de Vendôme prit le titre de prince de Chabanais et laissa cette terre à son fils, Jacques de Vendôme, qui fut grand-maître des eaux et forêts. Son fils, François de Vendôme, vidame de Chartres et prince de Chabanais lui aussi, fut un homme de guerre qui se distingua pendant les guerres de François Ier et Henri II.

## Epoque moderne (XVIe–XVIIIesiècle)
La principauté de Chabanais, dorénavant séparée de la seigneurie de Confolens et de Loubert, fut ensuite acquise par Joachim de Montluc,,,, puis lors de la mort de ce dernier en 1567, par son frère aîné, le chef catholique Blaise de Montluc.

### Guerres de religion, Chabanais aux mains des huguenots
Chabanais eut à souffrir des guerres de religion. La ville fut pillée à plusieurs reprises par les huguenots : en 1567 par Armand de Clermont de Piles et Pierre d'Escodéca de Boisse puis, en 1569, par Louis de Vauldry alors que la défense de la ville était assurée par le gentilhomme La Planche.

### XVIIe siècle, Chabanais possession de la famille d'Escoubleau de Sourdis
Vers le milieu du XVIIe siècle, Chabanais passa aux mains de Jean-Charles d'Escoubleau, marquis de Sourdis, gouverneur de l'Orléanais.
Les plus anciens registres paroissiaux remontent à 1660.

### XVIIIe siècle, Chabanais possession de la famille Colbert
Enfin, en 1702, le marquisat de Chabanais échoit par mariage à la Famille Colbert, marquis de Saint-Pouange et de Chabanais, descendante de Jean-Baptiste Colbert, le célèbre ministre de Louis XIV. Le château demeura aux Colbert jusqu'à sa destruction au XIXe siècle.
Au XVIIIe siècle, la ville se situait au carrefour de quatre provinces : la Marche au nord, à laquelle elle appartenait alors, l'Angoumois au sud et à l'ouest, le Limousin à l'est et le Poitou au nord-ouest. Comme les trois quarts est de l'Angoumois et Angoulême, elle relevait administrativement de la généralité de Limoges. Au point de vue religieux, elle appartenait au diocèse de Limoges.

## Époque contemporaine

### Révolution française
Sous la Révolution, le jeune Alexandre de Chabanais émigra avec sa mère. Lors de la création des départements, la commune de Chabanais fut rattachée au département de la Charente.
Le pouvoir passa aux notables bourgeois : famille Dupont (de Rochebrune), Rougier, Chazaud, Duval. Chabanais devint chef-lieu de canton en 1793.
Les Colbert furent les derniers propriétaires de la terre de Chabanais et de son château féodal démoli en 1893, malgré son achat par Pierre Dupont de l'Étang qui désirait en assurer la conservation.

### XIXesiècle
La ville administrative avec la mairie et l'église Saint-Sébastien était située rive droite et les commerces, les halles, la gare rive gauche.
En 1875, la ligne de chemin de fer d'Angoulême à Limoges fut mise en service, desservant la gare de Chabanais.

### Seconde Guerre mondiale
En 1940, la ville accueillit et hébergea des réfugiés lorrains en provenance de la commune d'Etting (Moselle). Après la signature de l'armistice du 22 juin 1940 et jusqu'au 11 novembre 1942, Chabanais fut intégrée à la zone non-occupée sous l'autorité du gouvernement de Vichy dirigé par Pétain. La ville de Chabanais fut incendiée par les Allemands en 1944.

#### Occupation (1942-1944)
Le 11 novembre 1942, après le débarquement allié en Afrique du Nord, l'armée allemande franchit la ligne de démarcation et envahit la zone dite « libre ». Chabanais fut donc, jusqu'à la Libération, sous la domination allemande.
À la fin de l'Occupation, les habitants de Chabanais connurent de nombreuses épreuves de la part des troupes allemandes battant en retraite.
En 1943, Georges Schpilman, 35 ans, d'origine ukrainienne, réfugié à Chabanais, est arrêté parce que Juif et étranger. Interné d'abord au camp de Gurs, il transféré ensuite au camp de Drancy, puis déporté au Camp de Majdanek, le 6 mars 1943 par le convoi n° 51. Il n'est pas rentré.

#### 10 mai 1944, écrasement d'un Halifax duSpecial Operations Executive(SOE)

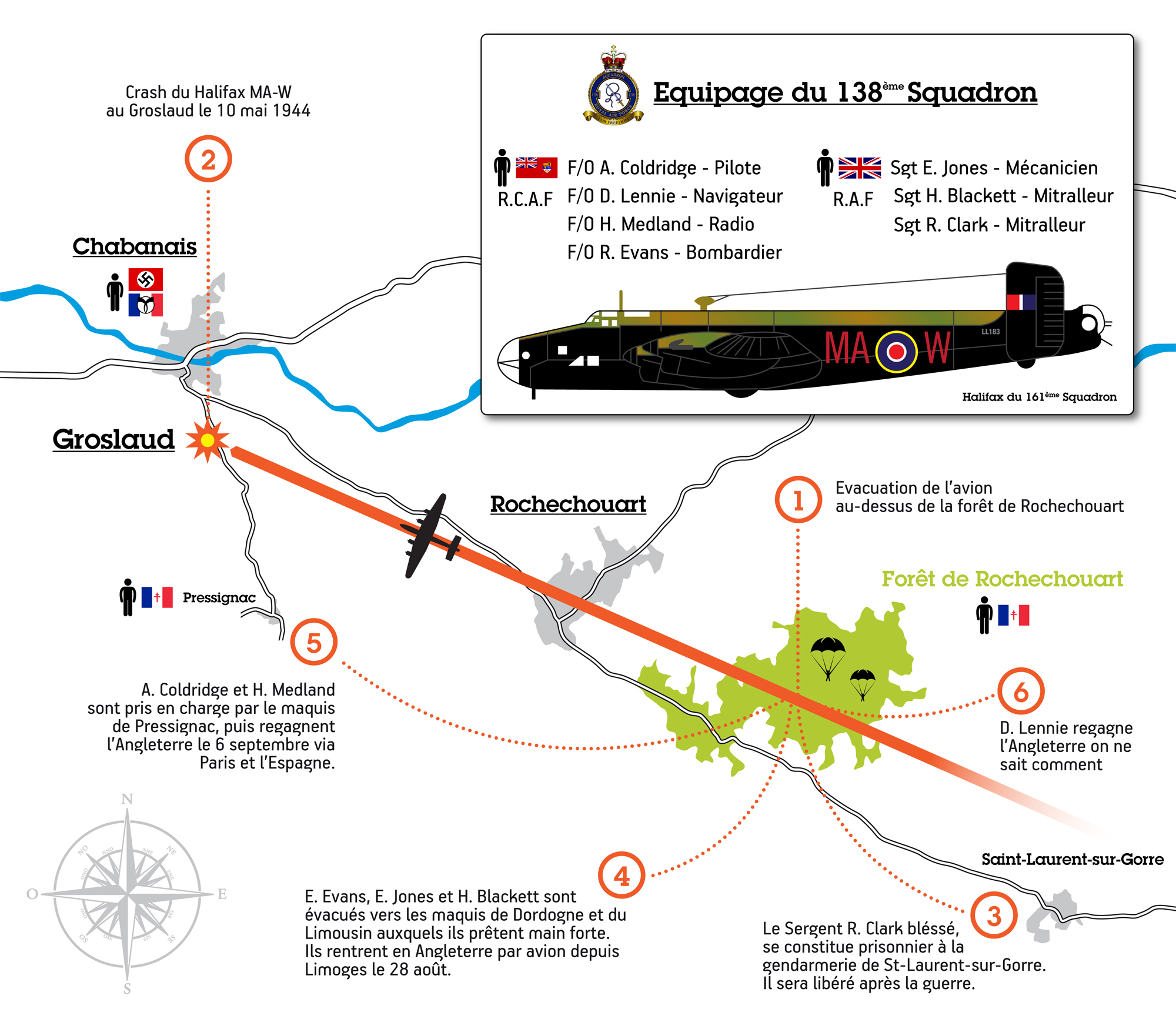
Crash du Halifax MA-W près de Chabanais le 10 mai 1944

Le 10 mai 1944, le territoire de la commune de Chabanais fut le théâtre d'un spectaculaire accident aérien. Dans la nuit du 9 au 10 mai 1944, un Halifax B V du 161e squadron de la R.A.F s'écrase dans un champ de pommes de terre au lieu-dit « Le Groslaud »,.
L'avion décolle à 22h42 de l'aérodrome de Tempsford en Angleterre, dans le cadre de la mission du SOE « Percy 3 », visant à parachuter des containers pour le maquis corrézien près de Brive-la-Gaillarde.
À son bord, sept Anglais et Canadiens,, qui appartiennent au 138e squadron, basé à Tempsford. Leur appareil en panne, ils empruntent le Halifax MA-W LL183 du 161e squadron, MA étant l'indicatif des Halifax du 161e squadron basés sur le même aérodrome,.
Peu après le départ, un des moteurs subit une avarie, mais la mission continue. Arrivés sur zone, les containers sont largués puis le pilote met le cap sur l'Angleterre. Seulement, un deuxième moteur tombe en panne,,. Coldridge, le pilote, fait alors évacuer l'avion. Les hommes sautent en parachute au-dessus de la forêt de Rochechouart. Le Halifax continue sa route sur plusieurs kilomètres et finit par s'écraser dans un champ près de la ferme du Groslaud.
Le sergent Clark se casse la jambe à la réception de son saut. Il est contraint de se constituer prisonnier à la gendarmerie de Saint-Laurent-sur-Gorre. Il sera livré aux Allemands puis interné au Stalag Luft 7 (en) à Bankau,.
Coldridge se blesse également en touchant le sol. Il est rapidement rejoint par Medland, le radio, qui le met à l'abri et va chercher de l'aide dans un village voisin,. Ils sont ensuite pris en charge par le maquis de Pressignac. Le lendemain, ils reviennent sur les lieux du crash, et avec l'aide des maquisards, ils récupèrent du matériel, des armes et des munitions puis détruisent les restes de l'appareil après avoir désarmé les gendarmes qui gardaient l'épave,. Ils prêtent main-forte aux résistants quelque temps puis regagnent l'Angleterre via Paris et l'Espagne.
Evans, Jones et Blackett se regroupent et se cachent dans la forêt. Ils sont ensuite recueillis par les résistants locaux puis transférés vers les maquis de Dordogne et du Limousin. Ils y restent trois mois avant de prendre contact avec un officier britannique qui leur trouve un avion en partance pour l'Angleterre depuis Limoges le 28 août,.
D.A. Lennie, le navigateur, réussit également à regagner l'Angleterre.
La stèle érigée à la mémoire de cet événement au bord de la D 170 indique que l'avion a été touché par la DCA,. Or dans leurs rapports au M.I.9, Coldridge et Medland indiquent une avarie moteur,.

#### Les combats de la libération dans les environs de Chabanais (juin 1944)
Depuis le débarquement des forces alliées sur les plages de Normandie le 6 juin 1944, la résistance est en effervescence. Elle multiplie les coups de force contre l'occupant afin de ralentir la progression des renforts vers le front : attaques de convois et sabotages de voies ferrées dans le cadre du Plan vert,.
Mais l'armée allemande compte bien garder ses voies de communication libres. Elle met donc en place des actions de lutte contre les partisans avec ses bataillons de sécurité formant des colonnes de répression mobiles. Les unités attendant leurs ordres de marche pour le front leur prêtent main-forte. C'est le cas de la 2e division SS Das Reich dans le secteur de Limoges où elle « fait une impression visible sur la population », notamment après le Massacre de Tulle, le 9 juin et le Massacre d'Oradour-sur-Glane, le 10 juin.
Dans le Confolentais et le Limousin, le maquis est particulièrement actif. Le 31 mai 1944, des résistants de la forêt de Rochechouart (FTPF) plastiquent la gendarmerie de Chabanais et capturent l'adjudant qui a remis quatre maquisards à la Gestapo. Puis ils font dérailler une locomotive devant la gare. Avant de se retirer en fin d'après midi, ils font prisonniers 4 soldats de la Wehrmacht, un lieutenant SS et 2 soldats SS. Le soir même, le lieutenant SS, l'adjudant de gendarmerie et un soldat sont fusillés et enterrés dans la forêt de Rochechouart. Le lendemain 1er juin, des SS détruisent le PC des résistants dans la forêt de Rochechouart. La troupe des maquisards se scinde en deux : un groupe rejoindra la région de Blond (Haute-Vienne)  et un autre poursuivra autour de Pressignac.
Depuis le mois de juillet, l'axe Angoulême-Limoges est interdit aux Allemands. Les affrontements sont de plus en plus réguliers et les maquisards affichent leurs forces en occupant brièvement villes et villages, notamment le 14 juillet. Dans la région de Chabanais, les troupes allemandes se sont regroupées à Champagne-Mouton pour reprendre le contrôle de  la zone. Divers accrochages ont lieu un peu partout : le 19 juillet à Oradour-sur-Vayres, le 24 à Javerlhac, le 25 à Champagne-Mouton…
Le 27 juillet, une colonne allemande affronte le maquis Foch à Ambernac : 700 soldats SS, des supplétifs nord-africains et des miliciens (avec le chef de la milice de Confolens : Sauvanet). Le maquis est contraint de se replier sur la rive droite de la Vienne par le pont de Manot,. La colonne nazie poursuit sa traque, et occupe Confolens le 31 juillet. Elle se dirige maintenant vers Chabanais, nettoie le bois de Chambon, pille et incendie les maisons sur son passage, avant d'arriver à Chirac et d'établir son cantonnement au château de l'Âge. Un accrochage a lieu dans le bourg au cours duquel Ernest Quément est tué,.

#### Epuration extra judiciaire
Des groupes de résistance d'obédience communiste s'adonnèrent à la vengeance et aux exécutions sommaires comme le montre par exemple le cas de Françoise Armagnac, fusillée à 26 ans le 4 juillet 1944 dans sa robe de mariée par des membres du maquis de Pressac commandés par le colonel Bernard. Elle avait brièvement adhéré à la Milice qui faisait la chasse aux résistants, avant d'en démissionner après avoir assisté à deux réunions, comprenant sans doute qu'elle avait fait un mauvais choix. Ce sont entre 80 et 100 personnes qui ont été fusillées dans la région par le « tribunal du peuple » situé au château de Pressac.

#### Bataille de Chabanais (1er août 1944)

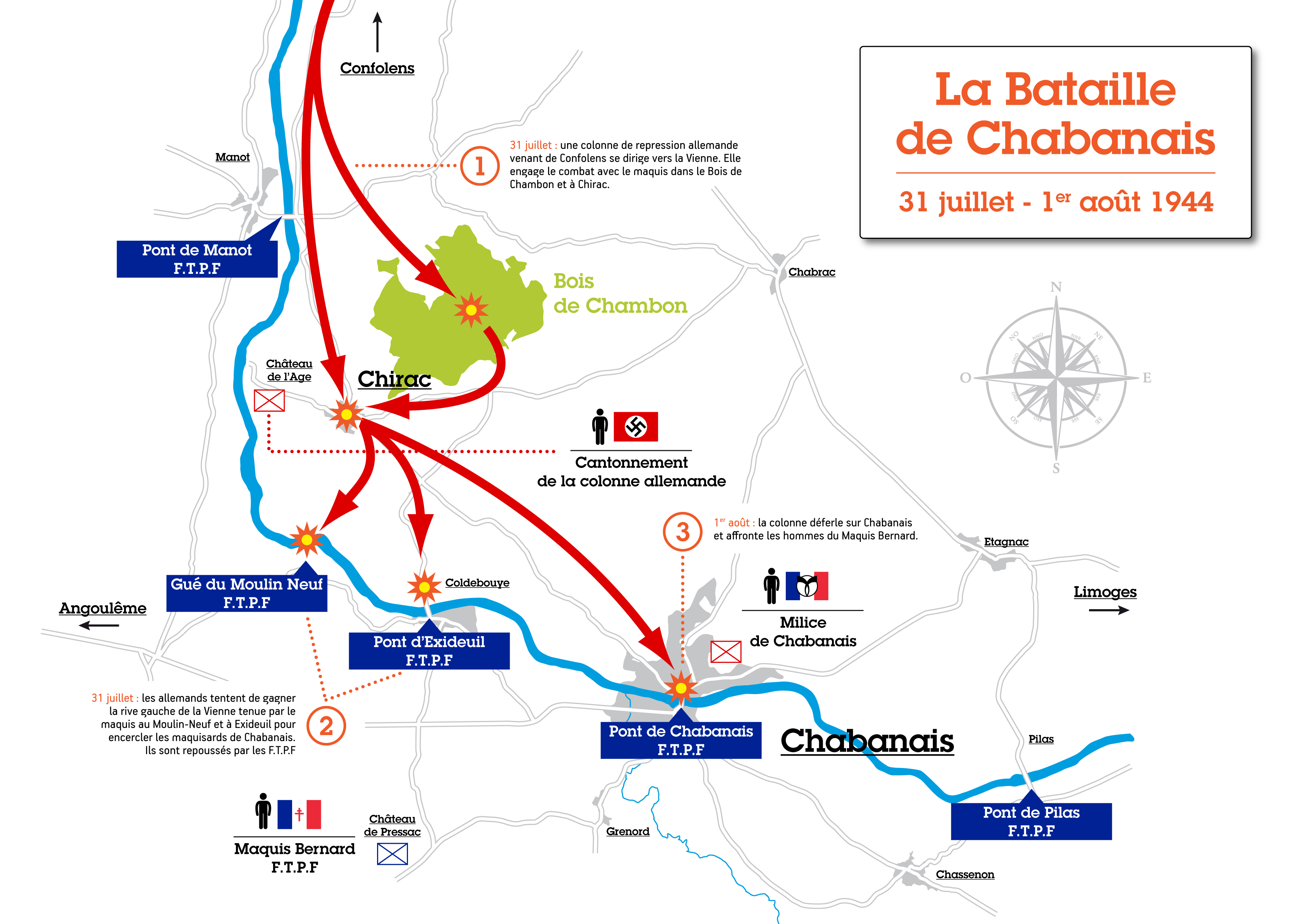
La bataille de Chabanais 31 juillet - 1er août 1944

Les Allemands et les miliciens tentèrent de franchir la Vienne au gué du Moulin-Neuf et au pont d'Exideuil afin d'encercler les F.T.P.F à Chabanais. Ils furent repoussés par le maquis qui tenait tous les ponts du secteur. À Coldebouye, les avant-postes du F.T.P.F Martial qui protégeaient le pont d'Exideuil furent soumis à un feu nourri. Régis Lagarde et Marcel Ganteille furent tués.
L'attaque de Chabanais était imminente. L'alerte fut donnée et la population évacua la ville.
Le 1er août à l'aube, la colonne allemande accompagnée de miliciens quittèrent le hameau l'Âge de Chirac en direction de Chabanais. Les soldats allemands investirent les quartiers nord et se dirigèrent vers le pont. Les premiers tirs d'obus et de fusils-mitrailleurs se firent entendre et Robert Farthouat, 17 ans, fut tué rue de l’abreuvoir. Peu avant 8 heures, le colonel Bernard Lelay, son garde du corps Ramon et Renée Bérigaud firent sauter le pont. Les deux arches du côté sud étaient assez endommagées pour empêcher le passage du matériel lourd. Les échanges de tirs s'intensifièrent, les maquisards bloquant les Allemands qui tentaient de franchir le pont à pied. Sous les rafales, Maurice Faurisson s'y engagea muni d'un drapeau blanc afin de porter secours à un blessé. Il fut tué sur le coup,,.

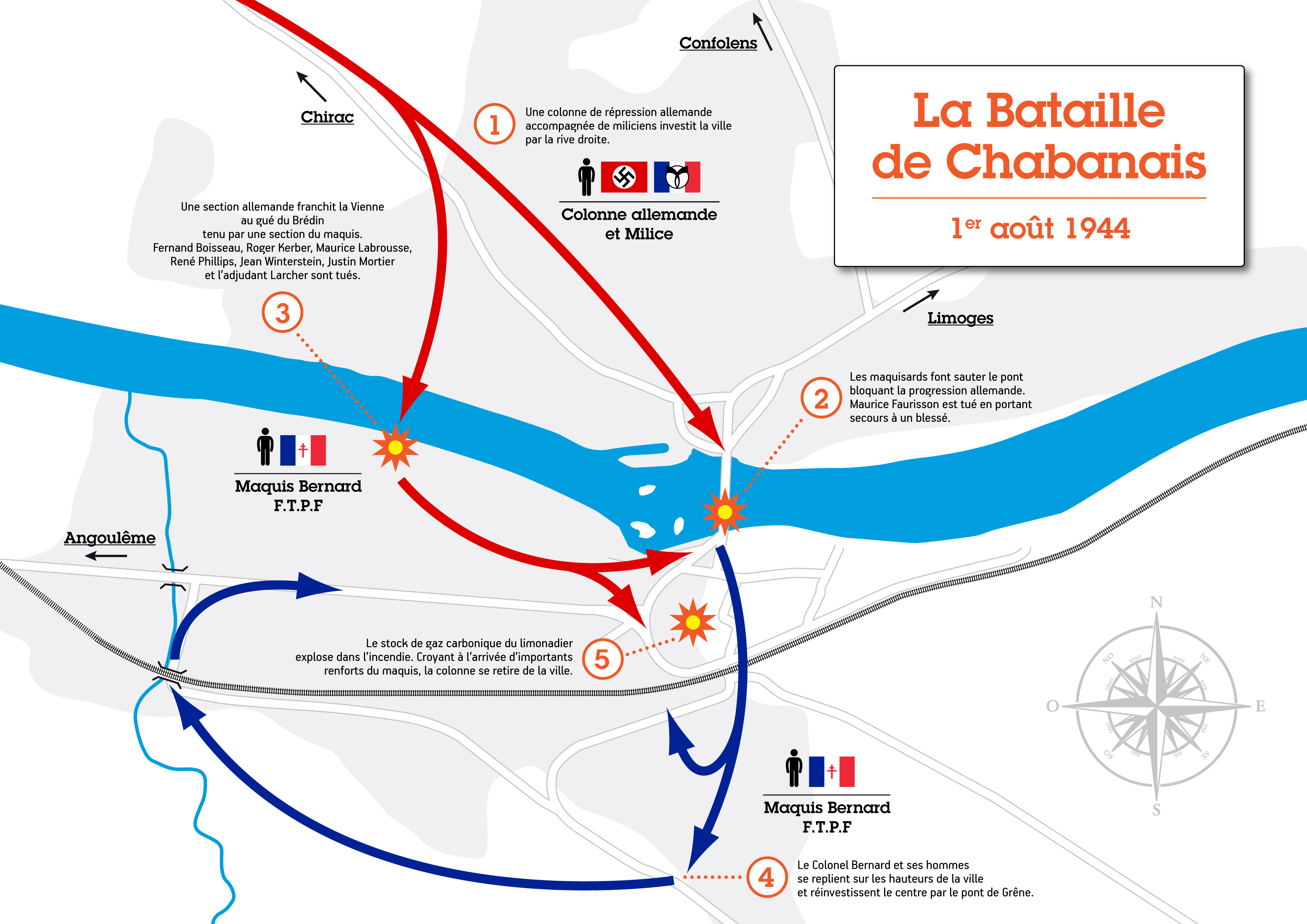
La bataille de Chabanais 1er août 1944

Les obus incendiaires continuaient de tomber sur la ville, ravageant de nombreuses maisons. Afin d'éviter l'encerclement, le colonel Bernard se rendit au Pilas pour faire sauter le pont. Au même moment, les miliciens indiquèrent le passage du gué du Brédin aux troupes allemandes qui débordèrent la section F.T.P.F qui tenait le secteur,. Fernand Boisseau, Roger Kerber, Maurice Labrousse, René Philips, Jean Winterstein, Justin Mortier et l'adjudant Larcher sont tués,,.
Les Allemands avaient désormais franchi la Vienne et gagnaient le centre du bourg jusqu'à la Croix-Blanche et le quartier Saint-Pierre. Les maquisards se replièrent sur les hauteurs de la ville sur le champ de foire. Depuis ce point d'appui, une compagnie fixa les Allemands tandis qu'une autre redescendait vers le centre de Chabanais par le Chemin rouge,.
Les combats faisaient toujours rage. Dans leur entreprise de destruction, les Allemands incendièrent les maisons qu'ils trouvaient sur leur passage. Parmi elles, celle du limonadier Gaston Leproux. Les bouteilles de gaz carbonique qui y étaient entreposées explosèrent. L'explosion fut telle que les Allemands crurent à des tirs de mortiers et à l'arrivée d'importants renforts du maquis. L'ordre de repli fut alors donné. La colonne allemande repassa la Vienne en début d'après-midi et regagna Champagne-Mouton par Confolens,.
Après la bataille, la population regagna la ville et ne put que constater la tragédie. La ville était libérée, mais on relevait huit morts et plus d'une soixantaine de maisons détruites. Le maquis Bernard participa ensuite à la libération de Limoges le 21 août et  d'Angoulême le 31,.

### Événements récents
Le 5 mai 1997 vers 16h00, une tornade de catégorie F2 balaya la ville et ses environs.